# Звънарка
За село Звънарка в Област Кърджали вижте Звънарка (село).
Звънарката (Bucephala clangula), е сравнително дребна птица от семейство Патицови (Anatidae), разред Гъскоподобни (Anseriformes). Тежи между 0,4 и 1,4 кг, дължина на тялото 45-50 cm, размах на крилете 75 cm. Имат силно изразен полов диморфизъм, като мъжките са с голяма черна глава със зелен отбясък, жълти очи, бяло петно до юздичката и бели гърди. Женските имат кафюва глава и сиво тяло. Младите тямат ярко жълто око.

## Разпространение
Разпространена е в Европа (включително България), Азия и Северна Америка. Прелетна птица, зимата прекарва около Средиземно море, южна Азия и по бреговете на Тихия и Атлантическия океан. Придържа се в близост до сладководни басейни, езера и големи реки.

## Начин на живот и хранене
Приема предимно животинска храна, дребни безгръбначни. Когато се храни се гмурка на дълбочина около 4 m.

## Размножаване
Гнезди в цепнатини и дупки и хралупи на стари дървета, в гористи местности с блатна растителност. Снася 4-14 яйца, които мъти само женската в продължение на 30 дни. При недостиг на места за гнездене понякога две женски снасят в едно гнездо. Годишно отглежда едно люпило.

## Допълнителни сведения
Защитен вид на територията на България, срещащ се най-вече през зимата. През 2024 г. за първи път е доказано гнезденето на звънарки в България, на територията на остров Персин.